# إل كورتي إنغليز

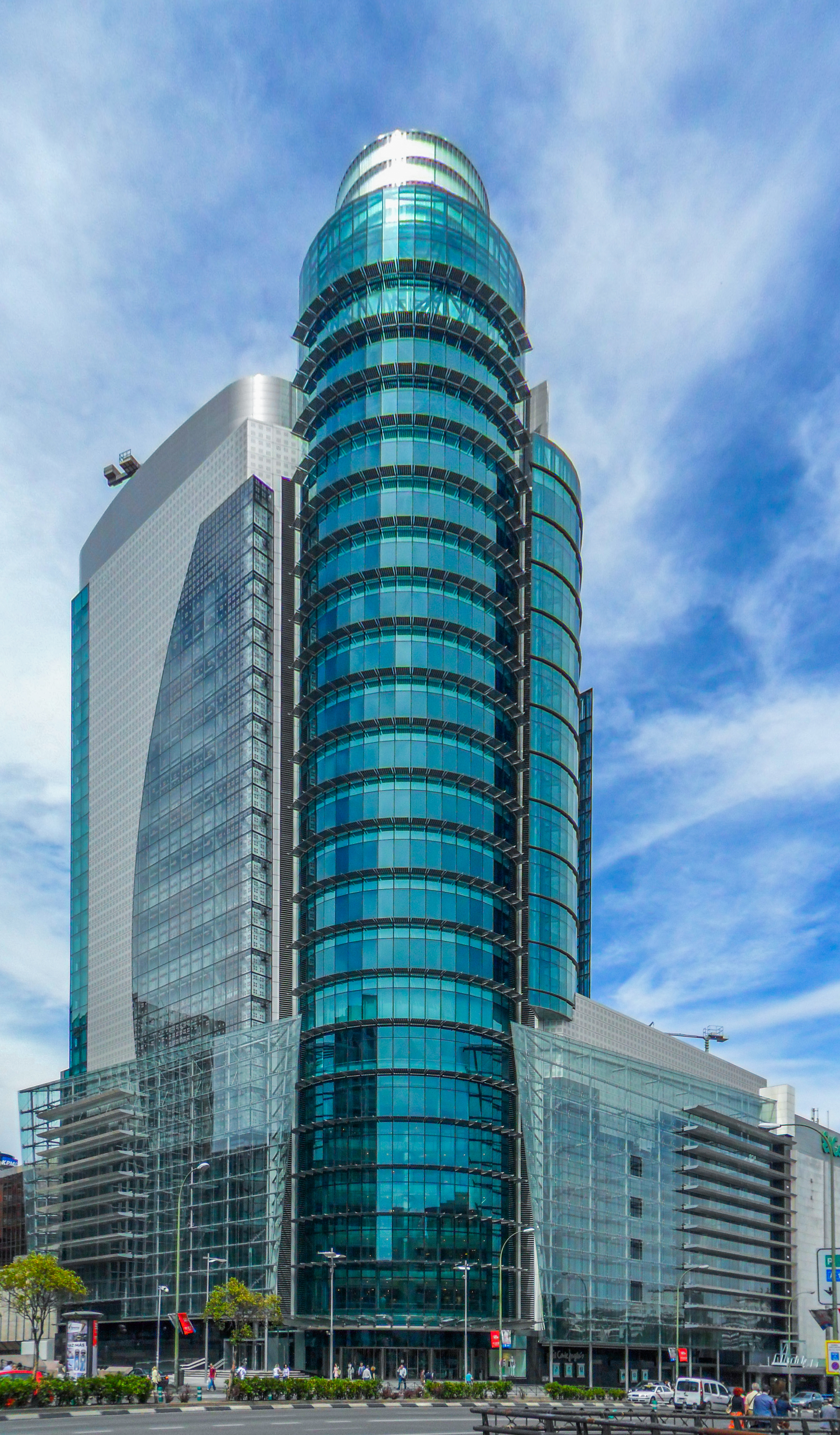
متجر كاستيلانا الرائد في برج توري تيتانيا، مدريد

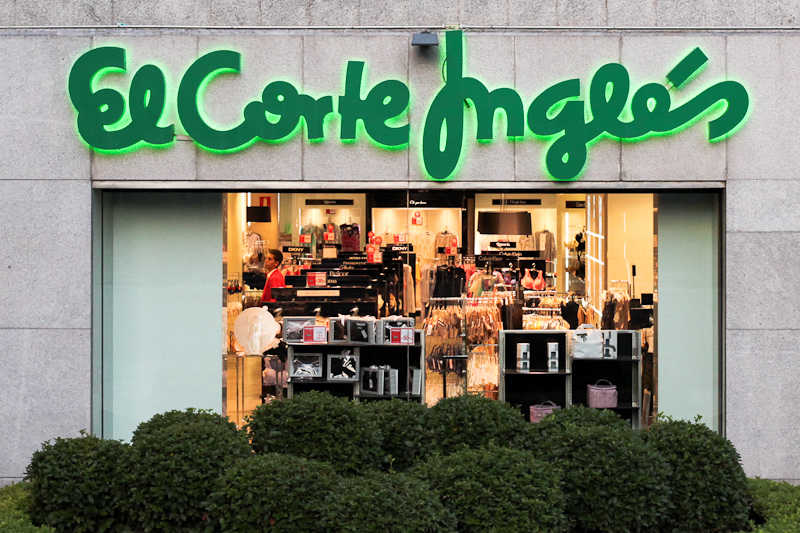
متجر اراندا دي دويرو

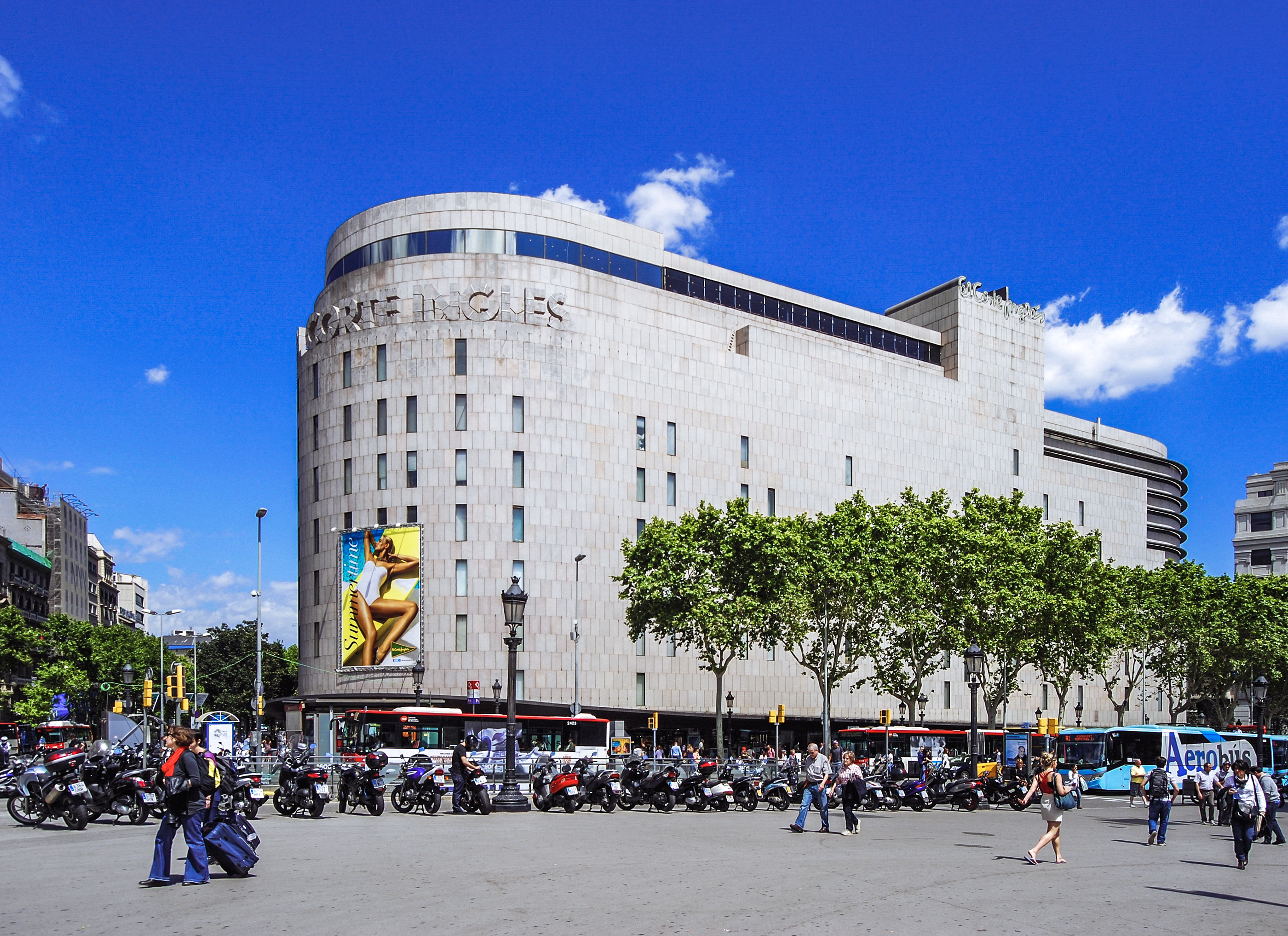
متجر بلاسا كاتالونيا، برشلونة

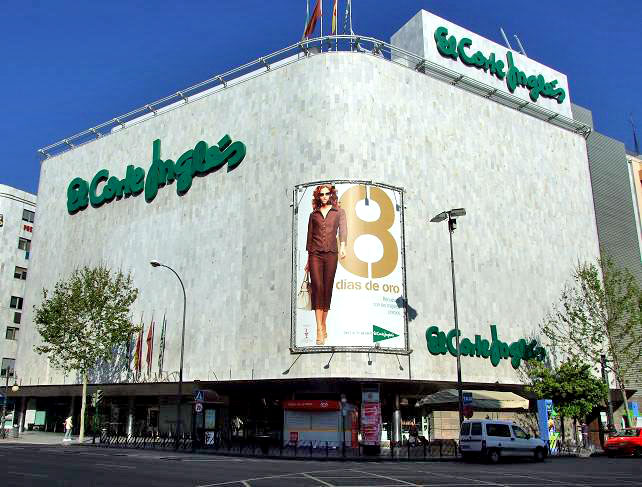
متجر قرطبة

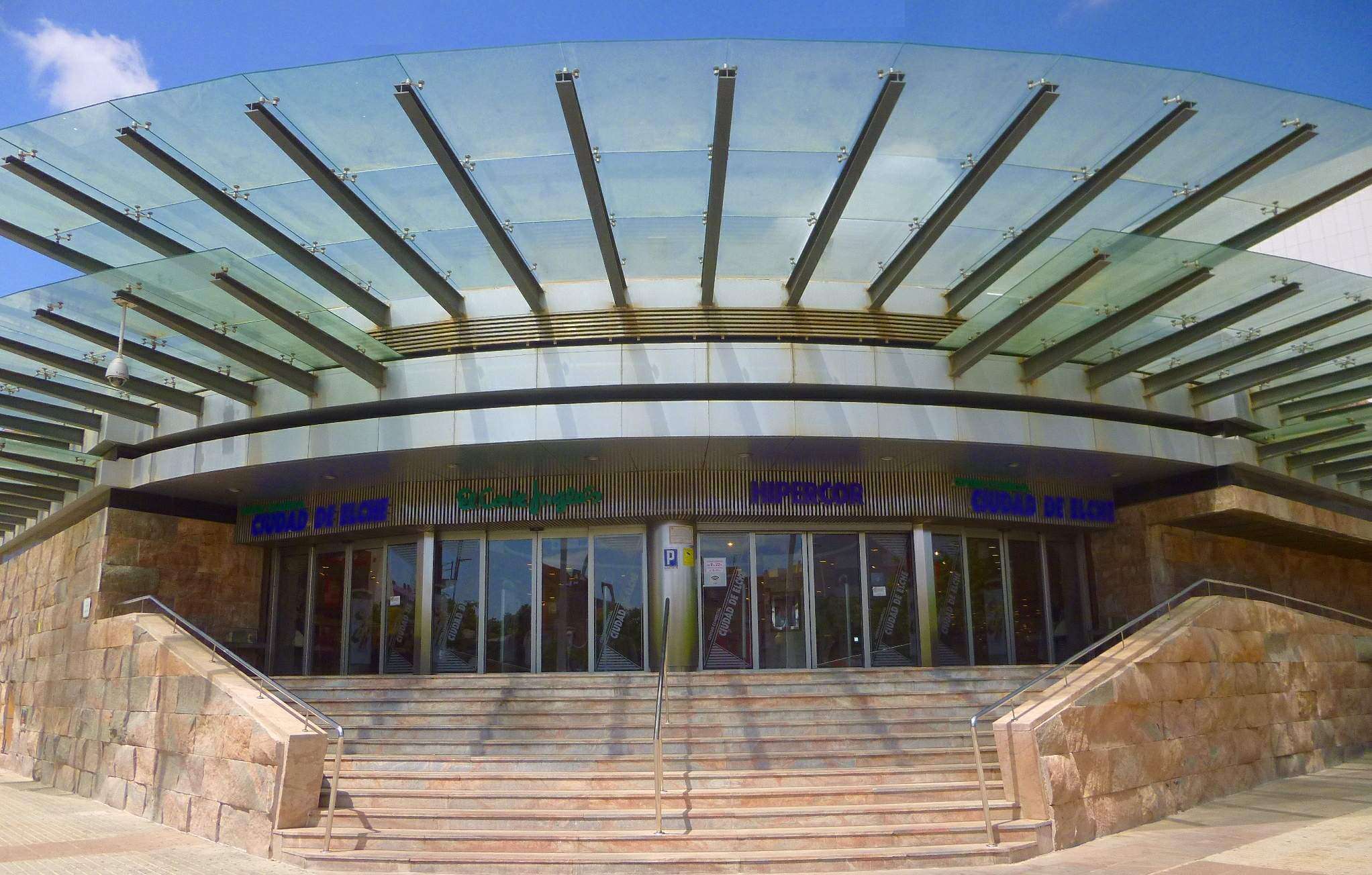
متجر إلتشي (إلكس)، 2009

إل كورتي إنغليز المحدودة هي شركة يقع مقرها الرئيسي في مدريد، وهي أكبر مجموعة متاجر في أوروبا وتحتل المرتبة الثالثة على مستوى العالم. المصدر الرئيسي لمبيعاتها هو المتاجر الكبرى، تليها المبيعات عبر الإنترنت. وهي شركة عائلية، حيث يمتلك معظم أسهمها أقارب رجال الأعمال المتوفين رامون أريسيس رودريجيز وسيزار رودريجيز غونزاليس (1882-1966)، ومؤسسة رامون أريسيس.
إل كورتي إنغليز هي سلسلة المتاجر الكبرى الوحيدة المتبقية في إسبانيا والبرتغال. أصبحت عضوًا في الرابطة الدولية للمتاجر الكبرى منذ عام 1998. تميل المتاجر إلى أن تكون كبيرة الحجم للغاية وتقدم مجموعة واسعة من المنتجات مثل الموسيقى والأفلام والإلكترونيات المحمولة والمنزلية والأثاث والأجهزة والكتب والملابس والبقالة والأطعمة الفاخرة والسيارات والعقارات.
في عام 1934، اشترى المؤسسان رامون أريسيس رودريجيز وسيزار رودريجيز جونزاليس متجر خياطة (افتتح في عام 1890) يقع في أحد شوارع مدريد الأكثر مركزية، شارع بريسيادوس، عند زاوية شارعي كارمن ورومبيلانزاس، وحولاه إلى شركة مساهمة.
كانت الممتلكات التي يقع فيها المتجر مملوكة لجوليان جوردو سينتينيرا منذ عام 1930. سرعان ما جذب الموقع المتميز للعقار انتباه رجل أعمال أستوري يدعى بيبين فرنانديز الذي كان يتطلع إلى توسيع نطاق عمله المسمى Sederias Carretas والذي بدأه في عام 1934 بمساهمة رأسمالية من ابن عمه سيزار رودريجيز جونزاليس. كانت خطته هي شراء جميع العقارات في المنطقة لبناء مبنى جديد لإيواء أعماله، وهي الرؤية التي تحققت لاحقًا في شكل Galerias Preciados.
قرابة عام 1920، عندما كان عمره 15 عامًا، ذهب أريسيس إلى هافانا، كوبا، وعمل في سلسلة التجزئة الشهيرة Almacenes El Encanto، حيث تعلم أساسيات العمل في المتاجر الكبرى. كان سيزار رودريجيز قد طلب من بيبين فرنانديز توظيف ابن أخيه رامون أريسيس في سيديرياس كاريتاس بعد وقت قصير من عودته من كوبا. رفض بيبين، فطلب سيزار منه على الأقل السماح لرامون بتشغيل إل كورتي إنغليز أثناء الانتهاء من خطط الاستحواذ على المبنى وبناء المبنى الجديد. قبل بيبين، الذي تعلم أيضًا إدارة متجر الأقسام في Almacenes El Encanto، الطلب، ونقل ملكية إل كورتي إنغليز إلى سيزار في 23 ديسمبر 1935، واستحوذ على العقار الذي يقع فيه نيابة عن Sederias Carretas بعد فترة وجيزة. بمجرد أن تولى سيزار ملكية إل كورتي إنغليز، عيّن رامون أريسيس مديراً، وهو المنصب الذي شغله حتى وفاته، بما في ذلك خلال الحرب الأهلية الإسبانية.
عندما انتهت الحرب في عام 1939، انتقلت شركة إل كورتي إنغليز إلى شارع بريسيادوس، على زاوية شارع تطوان، بالقرب من موقع ألماسينيس أغيلا، لإفساح المجال لمبنى جاليرياس بريسيادوس الجديد.
بعد هذه الخطوة في عام 1940، حول أريسيس متجر الخياطة إلى شركة محدودة المسؤولية ، مسجلة برأس مال قدره مليون بيزيتا، وأسهم مقسمة بالتساوي بين سيزار رودريجيز، الذي أصبح أول رئيس لشركة إل كورتي إنغليز SL، ورامون أريسيس، الذي جاءت حصته من مساهمة رأس المال من قرض سهله عمه. ومع توسع الأعمال، أصبح سيزار رودريجيز في نهاية المطاف المساهم الأكبر، على الرغم من أن أريسيس ظل مسؤولاً عن القرارات الاستراتيجية والعمليات اليومية للشركة.
في عامي 1945 و1946، تساّمت الشركة مبناها الجديد ووسّعته ليشمل 2000 متر مربع من مساحات البيع بالتجزئة موزعة على 5 طوابق، وتحولت إلى نمط تنظيمي للمتاجر الكبرى مماثل لنمط Galerias Preciados، الذي كان يعمل منذ عام 1943. شهدت الشركة نموًا مستمرًا حتى عام 1952، عندما حولت هيكلها القانوني من شركة محدودة المسؤولية إلى شركة مجهولة الهوية حيث ظل سيزار رودريجيز رئيسًا ومساهمًا بالأغلبية، وهو المنصب الذي شغله حتى وفاته في عام 1966. بعد ذلك، أصبح رامون أريسيس، الذي كان حتى ذلك الحين مديراً إدارياً، رئيساً وأكبر مساهم.
لقد تسببت المنافسة بين إل كورتي إنغليز وGalerias Preciados في الخمسينيات والستينيات من القرن العشرين في إحداث ثورة في توزيع التجزئة في إسبانيا. الخصومات الموسمية، والحملات الإعلانية المنظمة، والمتاجر المكيفة، والاستخدام المكثف للدعاية، والاستخدام واسع النطاق لواجهات العرض، وبطاقات ولاء العملاء، وجمع بيانات نقاط البيع، والمزيد. بدأ توسع شركة إل كورتي إنغليز في عام 1962 بافتتاح متجرها الثاني في برشلونة، ويستمر التوسع حتى الوقت الحاضر. وتنوعت عمليات التوسع أيضًا إلى أشكال أخرى بما في ذلك Hipercor، الذي تم تقديمه لأول مرة في إشبيلية في عام 1980.
في عام 1969، بدأت الشركة في التوسع خارج قطاع التجزئة، حيث افتتحت أولاً وكالة سفر، Viajes El Corte Inglés، في عام 1969، تلاها شركة جملة لمعدات الاتصالات والحوسبة، Investronica، في عام 1980، وشركة خدمات تكنولوجيا المعلومات وتطوير البرمجيات، Informática إل كورتي إنغليز (IECISA)، في عام 1986.
عند وفاة أريسيس في عام 1989، أصبح ابن أخيه إيسيدورو ألفاريز خليفته واستمر في توسيع الأعمال مع التأكيد على أساليب التمويل المعتمدة على الذات وتقنيات الإدارة غير الشفافة والاستثمار الحذر. في عام 1995، اشترت شركة إل كورتي إنغليز شركة Galerías Preciados، التي كانت المنافس الجاد الوحيد لها وقد أعلنت إفلاسها. بالإضافة إلى الاستحواذ على منافستها اللدودة Galerias Preciados، قامت شركة إل كورتي إنغليز أيضًا بشراء جميع متاجر Marks & Spencer في شبه الجزيرة الأيبيرية في عام 2001.
دخلت شركة إل كورتي إنغليز في شراكة مع شركة Repsol في عام 1998، والتي بموجبها ستقوم شركة إل كورتي إنغليز بتشغيل متاجر التجزئة في محطات وقود Repsol. كانت هذه المتاجر تُعرف في البداية باسم Repsol-Supercor، أو Repsol-Opencor بعد عام 2008، في حين كانت المتاجر غير المرتبطة بمحطات الوقود تُسمى Opencor. في عام 2001، افتتحت شركة إل كورتي إنغليز منفذًا لبيع التجزئة للأزياء يُدعى Sfera. افتتح أول متجر كبير لها، Bricor، المتخصص في ديكورات المنزل ولوازم البناء، في عام 2006.
في أكتوبر 2013، باعت الشركة حصة 51% في قسم التمويل إلى المجموعة المصرفية الإسبانية مجموعة سانتاندير مقابل حوالي 140 مليون يورو. من عام 2014 إلى عام 2018 أصبح ديماس جيمينو الرئيس التنفيذي للشركة.
في مارس 2018، أغلقت إل كورتي إنغليز متجرها في شارع لارامبلا في برشلونة.
في عام 2019، باعت شركة إل كورتي إنغليز IECISA إلى GFI مقابل 300 مليون يورو.
في يونيو 2020، اشترت شركة إل كورتي إنغليز شركة الأمن والخدمات الخاصة MEGA 2 مقابل 28 مليون يورو.

### التوسع الدولي
جرت المحاولات الأولى للتوسع الدولي عام 1981 مع الاستحواذ على شركة هاريس، وهي سلسلة من المتاجر متوسطة الحجم في الولايات المتحدة. لم ينجح المشروع، وفي عام 1998 أبرمت شركة إل كورتي إنغليز صفقة مع شركة Gottschalks، حيث تولت شركة Gottschalks إدارة متاجر شركة Harris ومنح شركة إل كورتي إنغليز 16% من أسهم شركة Harris. وقد تبين لاحقًا أن هذا كان بمثابة خسارة كاملة عندما أعلنت شركة Gottschalks إفلاسها في أعقاب الأزمة المالية في عامي 2007 و2008.
وقد أدت هذه التجربة إلى أن تنتهج الشركة نهجاً أكثر تحفظًا مع توسعها في البرتغال عام 2001، بإنشاء متجر في لشبونة، أعقبه في عام 2006 متجر في فيلا نوفا دي غايا، مقابل مدينة بورتو. عام 2006، عندما افتتحت الشركة متجرها الثاني خارج إسبانيا (فيفيلا نوفا دي غايا)، أعلنت الشركة عن التوسع خارج شبه الجزيرة الأيبيرية: كانت إيطاليا هي الدولة الأولى التي تستضيف متجرًا، ولكن بسبب أزمة منطقة اليورو المستمرة، تأجل تنفيذ الخطة، كما تأجل افتتاح المتجر الثالث في البرتغال.
تسوّق شركة إل كورتيه إنغليز مجموعة متنوعة من المنتجات الغذائية التي تحمل علامتها التجارية في المتاجر في أمريكا اللاتينية.

## الأعمال
بحسب تقرير ديلويت حول "القوى العالمية لتجارة التجزئة"، احتلت شركة إل كورتي إنغليز المرتبة 97 عام 2020، بانخفاض 27 مركزًا عن عام 2019، حيث كانت تحتل المرتبة 69. وهذا جعلها ثالث أكبر بائع تجزئة من حيث الحجم في إسبانيا، بعد إنديتكس وميركادونا. بلغ إجمالي إيرادات التجزئة في عام 2020 ما قيمته 12،077 مليون يورو. اعتبارًا من عام 2008، أصبحت ثاني أكبر شركة عائلية في إسبانيا، والسادسة والستين من حيث الحجم في العالم.
ارتفعت إيرادات التجزئة وصافي الأرباح للشركة بشكل مستمر حتى عام 2007، عندما بدأت في الانخفاض. ولم تعد الشركة منذ ذلك الحين إلى ذروة إيراداتها في عام 2007، والتي كانت قريبة من 18 مليار يورو، مع صافي أرباح بلغ 747.6 مليون يورو. ومنذ ذلك الحين، انخفضت الإيرادات والأرباح حتى عام 2015، ثم ارتفعت حتى عام 2019.

### المبيعات والموظفون والأرباح
| السنة                                                | 2002  | 2003  | 2004  | 2005  | 2006  | 2007   | 2008   | 2009   | 2010   | 2011  | 2012  | 2013  | 2014   | 2015   | 2016   | 2017  | 2018  | 2019  | 2020  | 2021  |
| ---------------------------------------------------- | ----- | ----- | ----- | ----- | ----- | ------ | ------ | ------ | ------ | ----- | ----- | ----- | ------ | ------ | ------ | ----- | ----- | ----- | ----- | ----- |
| إجمالي المبيعات                                      | 13000 | 14056 | 15049 | 15855 | 17093 | 17898  | 17362  | 16364  | 16413  | 15777 | 14552 | 14292 | 14592  | 15220  | 15504  | 15935 | 15783 | 15261 | 10432 | 12508 |
| الموظفون                                             | s/d   | s/d   | 87610 | 92481 | 96871 | 97328  | 97389  | 101552 | 102699 | 99678 | 96678 | 93222 | 91437  | 91931  | 91690  | 92078 | 90004 | 88268 | 80814 | 79800 |
| الأرباح قبل الفائدة والضرائب والإهلاك واستهلاك الدين | s/d   | 778   | 840   | 1373  | s/d   | 1326,5 | 1094,5 | s/d    | s/d    | 825   | 735   | 728   | 826,39 | 912,5  | 980,9  | 1054  | 1079  | 1097  | 142   | 804   |
| صافي الأرباح                                         | s/d   | s/d   | 610,1 | 650,5 | 712,3 | 747,6  | 382    | 369    | 319    | 210   | 171   | 174   | 118,08 | 158,13 | 161,86 | 202   | 258   | 310   | 0     | 120   |

### إجمالي الإيرادات
|  |

### صافي الربح

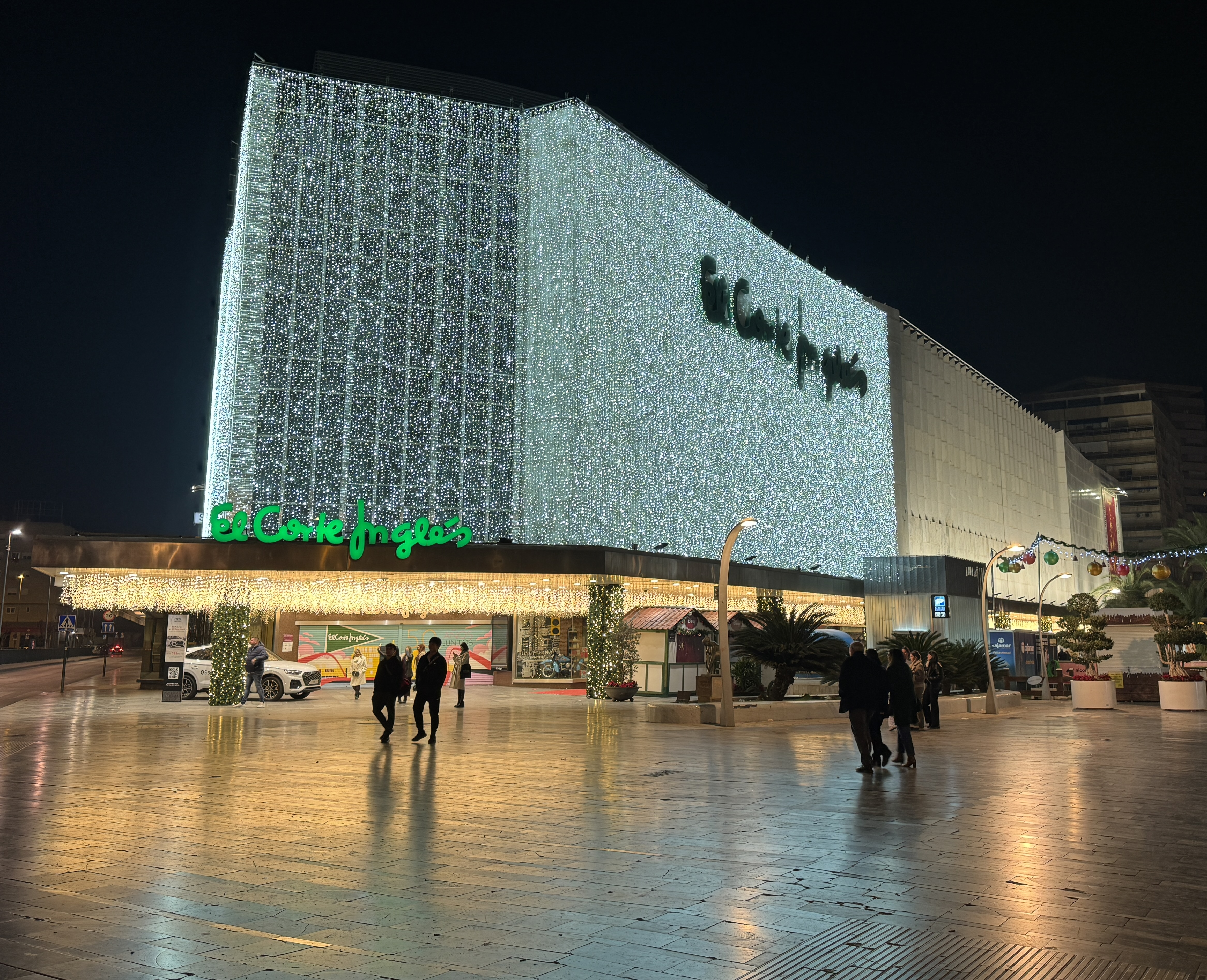
متجر مورسيا في عيد الميلاد 2023

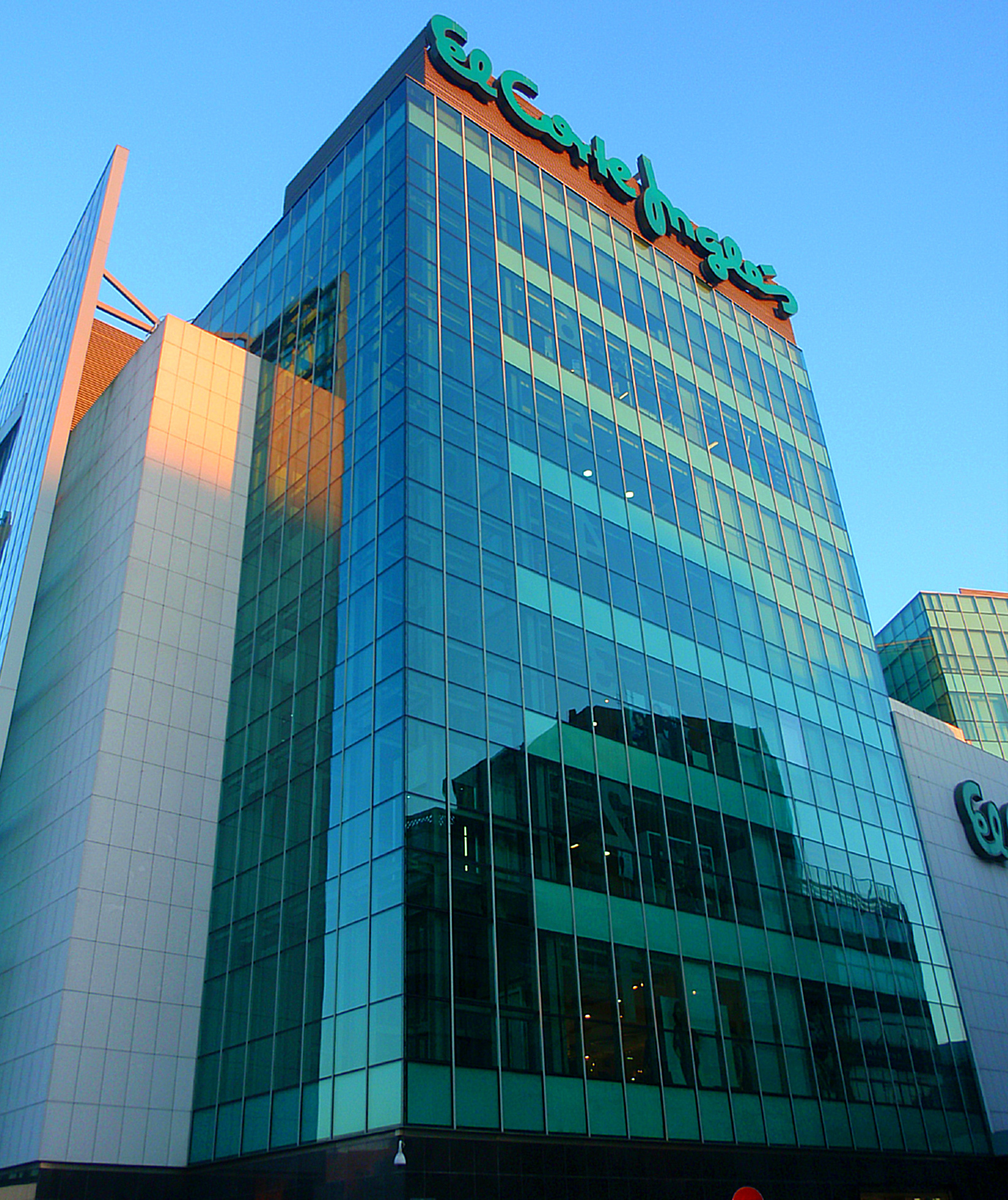
متجر بورتو، البرتغال

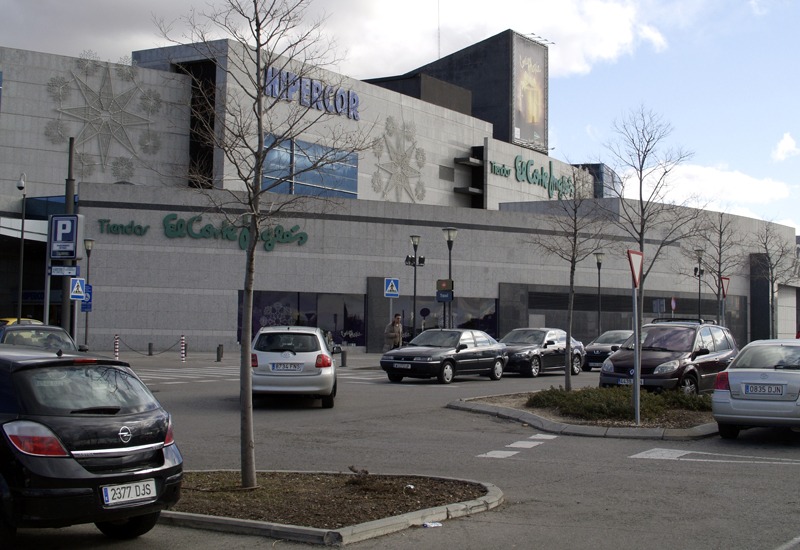
متاجر Hipercor وEl Corte Inglés في مركز Xanadu التجاري، بمنطقة مدريد

|  |

### مجالات النشاط
تنقسم مجموعة الأعمال إلى مجالات النشاط التالية، والتي عادة ما يتم تكوينها تجاريًا بشكل شركات تنتمي مساهمتها بالكامل أو بأغلبية ساحقة إلى إل كورتي إنغليز المساهمة :

#### البيع بالتجزئة
- الشركة الأم إل كورتي إنغليز المساهمة، مخصصة للتوزيع من خلال المتاجر الكبرى. وكان هذا هو النشاط الرئيسي للشركة منذ إنشائها. وفي عام 2010، ظلت الشركة تمثل 59% من إجمالي الإيرادات ونحو 63.7% من صافي الربح. اعتبارًا من 28 فبراير 2013، أصبح لدى الشركة 86 مركزًا، 84 في إسبانيا و2 في البرتغال.
- هايبركور: سلسلة هايبر ماركت مخصصة لتوزيع المواد الغذائية والأجهزة المنزلية. كانت شركة هايبركور بمثابة استجابة لدخول رأس المال الفرنسي إلى السوق الإسبانية في ثمانينيات القرن العشرين، بما في ذلك شركات ألكامبو وبريكا وكونتيننت، حيث اندمجت الشركتان الأخيرتان وتعملان الآن تحت العلامة التجارية كارفور. اعتبارًا من 28 فبراير 2013، أصبح لدى شركة هايبركور 42 مركزًا في إسبانيا.
- بريكور: تجارة تجزئة تبيع مواد لتحسين المنازل والديكور المنزلي. كانت شركة "بريكور" بمثابة رد على توحيد القطاع من قبل مجموعة "أديو"، التي تشكلت من مجموعة "أوشون"، التي كانت تمتلك شركة "ألكامبو"، من بين مصالح أخرى. وتملك مجموعة أوشون أيضًا العلامات التجارية ليروي ميرلين وآكي وبريكومارت في إسبانيا. اعتبارًا من 28 فبراير 2013، كان لدى شركة بريكور 16 متجرًا: 14 في إسبانيا و2 في البرتغال.
- سوبركور/سوبركور إكسبريس: سلسلة سوبر ماركت ومتاجر صغيرة. ظهرت شركة سوبركور للتنافس مع متاجر البقالة المحلية متوسطة الحجم في نهاية التسعينيات، مثل كابرابو وإيروسكي وميركادونا. أما سوبركور إكسبرس فهو متجر صغير الحجم اعتمدته الشركة عام 2011. بلغ إجمالي عدد متاجر التجزئة، بما في ذلك سوبركور، وسوبركور إكسبرس، وأوبنكور، 238 اعتبارًا من 28 فبراير 2013.
- سفيرا: مجموعة متاجر بيع الأزياء بالتجزئة. اعتبارًا من نهاية عام 2022، بلغ عدد نقاط البيع المملوكة والمرخصة لشركة إل كورتي إنغليز 490 نقطة بيع - معظمها متاجر مستقلة - بما في ذلك 75 متجرًا داخل متاجر إل كورتي إنغليز في إسبانيا والبرتغال. بلغت المبيعات في السنة المالية 2020 مبلغ 461 مليون يورو.[24] وقد تم تصميمها كمنافسة متاجر كبرى مثل إتش أند إم، والعلامات التجارية الإسبانية مانجو وزارا وسبرينغ فيلد.

#### تكنولوجيا المعلومات والاتصالات
في مجالات تكنولوجيا المعلومات والاتصالات، تمتلك شركة إل كورتي إنغليز ثلاث شركات فرعية، مدرجة حسب ترتيب التأسيس:
- إنفوراتيكا إل كورتي إنغليز (IECISA): مخصصة لاستشارات تكنولوجيا المعلومات وتطوير البرمجيات وخدمات الحوسبة.
- إنفيسترونيكا: شركة تجارة الجملة في مجال الحوسبة الاستهلاكية والهواتف، ومصنعة أجهزة الكمبيوتر السابقة تحت العلامة التجارية Inves. اندمجت مع IECISA منذ عام 2015.
- تيليكور: خدمات الاتصالات للمستهلكين والشركات.

#### قطاع الخدمات
وفي قطاع الخدمات، تمتلك مجموعة إل كورتي إنغليز مجموعة من الشركات تتضمن خدمات النقل والتأمين والخدمات المالية وغيرها.

#### الشركات المساعدة
تملك شركة إل كورتي إنغليز عدداً من الشركات المساعدة لوظائفها التجارية الرئيسية بنسبة 100% كشركة بارينفير القابضة التي تملك بعض الفنادق وشركة خدمات نقل ودار نشر للكتب الجامعية الإسبانية وغيرها، كما تشارك في ملكية شركات أخرى جزئياً.

### التجارة الإلكترونية
كان موقع إل كورتي إنغليز هو الأكبر من حيث عدد العملاء في إسبانيا، حيث بلغ عدد عملائه 3.7 مليون عميل عام 2011. في عام 2013، بلغ عدد العملاء 3.5 مليون عميل و137 مليون زيارة. في ديسمبر 2016 وصل عدد العملاء إلى ذروته الشهرية، إذ تجاوز أكثر من 14 مليون مستخدم غير مكرر وأكثر من 30 مليون زيارة إلى www.elcorteingles.es، وارتفع العدد إلى 32 مليون في يناير 2017، ليصبح الموقع التجاري الإسباني الأكثر زيارة في إسبانيا. عام 2017، كان موقع إل كورتي ثاني أكثر موقع للتجارة الإلكترونية زيارةً في إسبانيا في عام 2017، بعد Amazon.com.
منذ عام 1999، أصبح ريكاردو جويزويتا ساجويس هو المدير العام لقسم التجارة الإلكترونية والمبيعات عن بعد، ومنذ عام 2012، أصبح خوسيه ماريا فرنانديز أورتيجا هو المدير الرقمي أو الرئيس التنفيذي الرقمي.

## المواقع
مواقع متاجر إل كورتي إنغليز ذات العلامات التجارية الكاملة اعتبارًا من ديسمبر 2023.</br> جميعها في إسبانيا باستثناء 2 في البرتغال (لشبونة وبورتو).

## روابط خارجية
- الموقع الرسمي

قالب:European Retail Round Table